# Sambucus (cooperativa)
Sambucus, S.C.C.L. és una cooperativa que va néixer el 26 de desembre 2011 a Manlleu (Osona) com a empresa d'inserció alentada per l'Ajuntament de Manlleu i el Consorci del Lluçanès. El nom prové del saüc, una planta aromàtica de la zona.
Sambucus té com a objectiu donar oportunitats d'ocupació a persones amb risc d'exclusió, i ho fa a través d'activitats com l'agricultura ecològica, la restauració, el conreu i la comercialització d'herbes aromàtiques ecològiques i servei de càtering.
Van obrir el 2012 amb tres socis i a finals d'any ja eren set i feien activitats a El Guiu, Santa Cecília, Mas Vinyoles, Sant Pere de Torelló i La Rierola de Manlleu, on tenien un hort demostratiu. El 2013 van obrir una botiga online de productes ecològics.